# 活佛受戒典礼
活佛受戒典礼藏传佛教的习俗，活佛、僧人七岁应受沙弥戒，二十岁受比丘戒、女僧受沙弥尼戒。活佛受沙弥戒、比丘戒则多是达赖喇嘛、班禅喇嘛、活佛为之受戒，其受戒大典庄严隆重。

## 喇嘛受戒
达赖喇嘛受沙弥戒在拉萨大昭寺举行。受戒时，必须由摄政活佛命人将贮藏于大昭寺的《显宗龙喜立邦经》请出，放在大昭寺殿前，达赖喇嘛向该经磕头，并献一条五彩哈达。献礼毕，摄政活佛则翻开经文，根据经上所列举的不偷盗、不杀生、不谎骗、不奸淫等三十六条沙弥戒律，向达赖喇嘛作宣讲。达赖喇嘛向该经宣誓，宣誓毕，向摄政活佛献受戒酬礼。达赖喇嘛受比丘戒的仪典，是在大昭寺释迦牟尼像前举行。受戒前，先在佛、经典、灵塔前一律上酥油灯和供品。这时，在布达拉宫南木甲札仓的念经喇嘛就开始念预备经。五日后，达赖喇嘛和传授戒律的班禅或佛师再次前往释迦牟尼像前，由班禅或佛师传授二百五十三条比丘戒律。传授时，同时在场的还有补充讲解和询间是否明白戒义的高僧。有十一名念经喇嘛陪同诵经。受戒毕，达赖和传授戒律的班排等一同赴布达拉宫钦昌殿，由拉萨三大寺法台及全体僧俗官员依次向达赖献哈达表示祝贺。

## 一般活佛受戒
一般活佛受戒，是由寺院法台或经师主持。当达赖喇嘛或班禅喇嘛受比丘戒时，须由他们互相传授，如果对方尚是童年，在学历上尚不够格，那么便改由拉萨三大寺的高僧或佛师代为传授。受比丘戒仪式与沙弥戒仪式大体相同，但受比丘戒必须经由十位高僧组成的僧伽组施行授戒仪式。